# Quá trình đẳng nhiệt
Quá trình đẳng nhiệt (tiếng Anh:isothermal process) là quá trình biến đổi trạng thái của chất khí trong điều kiện nhiệt độ không thay đổi.

## Mối liên hệ giữa thể tích khí và áp suất trong quá trình đẳng nhiệt
Thực hiện thí nghiệm ảo với 1 xylanh được đặt trong 1 môi trường không biến đổi về nhiệt độ, bên trong chứa 1 thể tích khí lý tưởng là: 30 cm³, với áp suất ban đầu: 15 psi (pound lực trên inche vuông). Khi kéo cần xylanh, với mỗi lần nén với độ giảm thể tích khác nhau, cho ra các giá trị áp suất khác nhau.
Các điểm trên đồ thị thể hiện mỗi quan hệ giữa áp suất và thể tích nằm trên 1 đường cong nhìn từa tựa 1 đường hyperbol, điều này cho thấy quan hệ giữa áp suất và thể tích trong quá trình đẳng nhiệt là 1 hàm số có dạng hyperbol.

### Lý giải
Với 1 lượng khí lý tưởng, ta có định luật:
{\displaystyle pV=nRT}
Với n là số mol của chất khí tính toán hay tổng số các hạt phân tử khí tính toán
R là hằng số khí, R=8.31 J/mol.K
T là nhiệt độ của khí theo thang đo Kelvin
p là áp suất chất khí
V là thể tích chất khí
Theo giả thiết của thí nghiệm, ta có nhiệt độ T của hệ không thay đổi, T=hằng số. Như vậy, ta có thể viết lại công thức định luật khí lý tưởng như sau:
{\displaystyle {p={\frac {nRT}{V}}}}
Vậy với n cố định, R và T là hằng số nên {\displaystyle {p={\frac {\text{const}}{V}}}}

Nếu coi đây là 1 hàm thì hàm số p theo V là hàm số có đồ thị dạng hypebol. Người ta gọi đường này là đường đẳng nhiệt.
Ở 2 trạng thái khác nhau trong quá trình đẳng nhiệt ta có phương trình <=> p1.V1 = p2.V2

## Mối liên hệ giữa thể tích khí và công sinh ra
{\displaystyle \mathrm {d} A=-p\mathrm {d} V}
{\displaystyle \Rightarrow A=-\int _{V1}^{V2}p\,\mathrm {d} V=-\int _{V1}^{V2}{\frac {nRT}{V}}\mathrm {d} V} 
{\displaystyle A=-nRT\ln {\frac {V2}{V1}}}

Và đây là mối liên hệ giữa thể tích khí và công sinh ra.
Vì nội năng của khí phụ thuộc vào nhiệt độ mà nhiệt độ không đổi trong quá trình đẳng nhiệt nên nhiệt nhận vào sẽ bằng công sinh ra.
{\displaystyle Q=-A}

## Ứng dụng
Quá trình đẳng nhiệt xảy ra trong rất nhiều hệ, đa phần là các loại động cơ nhiệt... Trên thực tế, khi nén khí như vậy, quá trình sẽ bao gồm sự biến đổi của cả ba đại lượng xác định chất khí là nhiệt độ, áp suất và thể tích, điển hình là khi nén khí, nhiệt độ sẽ tăng theo độ nén khí (công sinh ra chuyển thành nhiệt do một phần nội năng biến đổi).